# Żywoty filozofów
Żywoty filozofów (Żywoty filozofów, to jest Mędrców nauk przyrodzonych i też inszych mężów cnotami ozdobionych ku obyczajnemu nauczaniu człowieka każdego krótko wybrane) – dzieło Marcina Bielskiego wydane w 1535 w Krakowie.
Żywoty są przekładem czeskiego tekstu Mikuláša Konáča z 1514, które to dzieło było przeróbką kompilacji De vita ac moribus philosophorum ac poetarum veterum z przełomu XIII i XIV w., autorstwa Gwaltera Butreya (Burleusa). Dzieła tego typu reprezentowały nurt średniowiecznej tradycji głoszący, że również w dokonaniach myślicieli przedchrześcijańskich objawiały wartości zgodne z etyką chrześcijańską. Utwór Bielskiego przedstawia życiorysy i poglądy filozofów i pisarzy antycznych, średniowiecznych, Ojców Kościoła, a także postaci legendarnych. Znajdują się w nim też przytoczenia fabularne, ilustrujące poglądy opisywanych myślicieli.